# Václav Mencl
Václav Mencl (Plzeň, 1905. január 16. – Sušice, 1978. július 29.) Csehszlovákia 20. századi műemlékvédelmének kiemelkedő szakembere, középkori építészet- és művészettörténész, főként Szlovákia középkori épített örökségével foglalkozott, neki köszönhető egy sor középkori eredetű szakrális épület első szakszerű felmérése. Kutatásainak helyszínei közé tartozott a két háború közötti Kárpátalja területe is.

## Élete
Építész családban született, ezért nem volt csoda hogy architektúra és építészet szakot végzett a prágai Cseh Technikai Főiskolán. Mellette művészettörténeti előadásokat is látogatott a Károly Egyetemen. Ezen kívül főiskolai évei alatt egy műemlékvédő klub összejöveteleire is eljárt.
Bizonyára nem volt véletlen, hogy amikor Zdeněk Wirth Wladimir R. Zalozieckit a Bécsi Egyetem docensét bízta meg a kelet-szlovákiai fatemplomok kutatásával, segédjéül a fiatal hallgatót nevezte ki. Ekkor, 1925 nyarán ismerkedett meg személyesen is Szlovákiával, mely meghatározójává vált későbbi munkásságának is. A következő évben is hasonló fatemplom kutató körutat tett, de immáron Közép- és Nyugat-Szlovákiában.
A főiskola elvégzése után 1928-ban bevonult és a pozsonyi tüzérséghez került. Ezek után Szlovákián maradt a következő tíz év során is. 1930-ban mint középkori építészeti szakember került a mai Műemlékvédelmi Hivatal (mely csak 2002-ben alakult, a korábbi 1951-es alapítású intézet utódjaként) akkori elődjéhez, ahol egészen 1939-ig dolgozott. A fiatal intézmény feladata volt a műemlékek védelme, állagmegóvása és az ezekre való figyelem felkeltése. Ehhez Mencl munkája is nagyban hozzájárult. Előbb a román-kori majd a gótikus szakrális és a városi építészetet, valamint a várakat és városi erődítéseket is kutatta.
1939-ben az utolsó cseh tudósok közé tartozott, akik elhagyták az országot. Ekkor már a pozsonyi Bölcsészkar művészettörténet szakán is tartott előadásokat. Csehszlovákia szétesése után visszatért Prágába. A háború alatt az iskolaügyi minisztériumban dolgozott és mint magán docens művészettörténetet tanított a Károly Egyetemen. Munkáját a cseh gótika kutatásával folytatta.
1945-ben a prágai Állami Műemlékvédelmi Intézet vezetője lett, miközben a Zprávy památkové péče peridikumot is szerkesztette. 1948-ban a kommunista hatalomátvétel után reakciósnak bélyegezték, emiatt el kellett hagynia Prágát. 1953-ig a pozsonyi Comenius Egyetemen adott elő, majd a vezetőséggel való összetűzése után újból visszatért Prágába. Tanítványai révén azonban kitörölhetetlen nyomott hagyott maga után, akikkel Szlovákián is beindították a “műemlékvédelmi rezervátumok“ programot. A műemlékek összeírását még 1950-ben elkezdték.
1957-ben sikertelenül pályázott a Szlovák Műemlékvédelmi Intézethez, így 1958-ban újból a (csehszlovák) Állami Műemlékvédelmi Intézet munkatársa lett. Középkori- és népi építészeti kutatásait a továbbiakban is folytatta. 1978-ban autóbalesetben hunyt el. Nemsokára felesége, aki szintén kiemelkedő munkásságú volt a műemlékvédelem terén is követte.
Sokrétű hagyatéka (iratok, kéziratok, rajzok, fotográfiák és egyéb dokumentációk) a prágai Nemzeti Múzeum levéltárában, levelezésének egy része pedig a prágai Nemzeti Írásos Emlékek intézetében van elhelyezve. További munkaeredményei találhatók a pozsonyi Műemlékvédelmi Hivatalnál.

## Válogatás műveiből
- 1927 Dřevěné kostelní stavby v zemích českých
- 1929 Konstrukce dřevěných kostelů, in: Národopisný věstník Československý II/1929
- 1933 Přehled vývoje středověké architektury na Slovensku, in: Bratislava VII
- 1937 Stredoveká architektúra na Slovensku. Praha-Prešov.
- 1938 Středověká města na Slovensku. Bratislava
- 1959 Két ősi építészeti emlék Magyarországon, in: Művészettörténeti Értesítő VIII, 217-220.
- 1975 Ako sme začínali, in: Pamiatky a Príroda
- 1980 Lidová architektura v Československu. Praha

## Külső hivatkozások
- Václav Mencl életrajza és személyes fondjának leírása a Szlovák Műemlékvédelmi Hivatalnál
- Életéről és munkásságáról az Obnova.sk-n[halott link]